# Ley forestal y de fauna silvestre
La Ley forestal y de fauna silvestre o Ley n.º 29763 es una norma peruana cuyo objetivo es «promover la conservación, la protección, el incremento y el uso sostenible del patrimonio forestal y de fauna silvestre dentro del territorio nacional». La ley fue promulgada por el Congreso de la República el 21 de julio de 2011 y se publicó en el diario oficial El Peruano el 22 de julio de 2011.
Esta ley es la primera norma en el Perú que pasó por un proceso de consulta previa libre e informada a los pueblos indígenas, aun antes de haberse aprobado la Ley de consulta previa.
A través de la ley se creó el Servicio Nacional Forestal y de Fauna Silvestre (SERFOR) como organismo público técnico especializado adscrito al Ministerio de Agricultura.
De acuerdo al artículo 6 Patrimonio Forestal y de Fauna Silvestre: Los recursos forestales y de la fauna silvestre mantenidos en su fuente y las tierras cuya capacidad de uso mayor sea de protección forestal constituyen Patrimonio Nacional Forestal y de Fauna Silvestre.[cita requerida]
No pueden ser utilizados con fines agropecuarios u otras actividades que afecten la cobertura vegetal, el uso sostenible y la conservación del recurso forestal, cualquiera sea su ubicación en el territorio nacional, salvo los casos que señale la presente ley y su reglamento. Sin embargo, en cuanto al derecho al territorio, una de las falencias importantes de la legislación peruana es que no cuenta con una política adecuada para titulación de las comunidades indígenas cuestión que no puede resolverse únicamente desde la legislación forestal.

## Estructura del contenido
La ley consta de dos secciones y cinco títulos y 157 artículos. El artículo establece que:  

Artículo 1.- Toda persona tiene el derecho de acceder al uso, aprovechamiento y disfrute del patrimonio forestal y de fauna silvestre de la Nación de acuerdo a los procedimientos establecidos por la autoridad nacional y regional y a los instrumentos de planificación y gestión del territorio; además de participar en su gestión

Contiene un marco legal cuya finalidad es la de regular, promover y supervisar la actividad forestal y de fauna silvestre, la promoción de la conservación, protección, incremento y uso sostenible del patrimonio forestal y de fauna silvestre dentro del territorio nacional.

## Modificatorias

### Ley 31973
El 14 de diciembre de 2023, fue aprobado el dictamen de la ley n. 31973 que modifica los artículos 29 y 33 de la ley n.º 29763. El artículo 33 establece que la zonificación forestal es aprobada mediante resolución ministerial del Ministerio de Desarrollo Agrario y Riego, a propuesta del SERFOR, en base al expediente técnico elaborado por el Gobierno Regional y con opinión previa del Ministerio del Ambiente. Además, también se suspende la obligatoriedad de exigir la zonificación forestal como requisito para el otorgamiento de títulos habilitantes.
Esta norma excluye al MINAM en el proceso de zonificación forestal y la clasificación del espacio solo se realiza en base a la capacidad de uso mayor del suelo.
El 10 de enero de 2024, el Congreso de la República aprobó la autógrafa que introduce modificaciones a la Ley Forestal y de Fauna Silvestre. Esta determinación, firmada tanto por el presidente como por el segundo vicepresidente del parlamento peruano, fue ordenada para su publicación y entrada en vigor, sin tener en cuenta las solicitudes previas de reconsideración.

#### Críticas a la modificatoria
Diversas organizaciones comunidades nativas, ONG ambientalistas y gobiernos regionales como el de San Martín, han criticado a la modificatoria argumentando que:
- Esta facilita la apropiación de tierras sin control ya que la norma suspende la zonificación forestal como requisito previo para otorgar títulos habilitantes
- Pese a afectar sus territorios, la modificatoria no fue consultada con pueblos indígenas

La exministra del Ambiente Lucía Ruiz Ostoic afirmó que a partir de esta modificación se vulneran los derechos de comunidades nativas y facilita actividades ilegales existentes en el país como el tráfico de tierras, la deforestación y las economías ilícitas en el país.

## Reglamentación
El 30 de septiembre de 2015 se publicaron en el diario El Peruano los Decretos Supremos que aprobaron cuatro reglamentos de la Ley N° 29763:
- D.S. N° 018-2015-MINAGRI, Reglamento de la Gestión Forestal,
- D.S. N° 019-2015-MINAGRI, Reglamento para la Gestión de Fauna Silvestre,
- D.S. N° 020-2015-MINAGRI Reglamento para la Gestión de Plantaciones Forestales y los Sistemas Agroforestales y,
- D.S. N° 021-2015-MINAGRI Reglamento para la Gestión Forestal y de Fauna Silvestre en Comunidades Nativas y Comunidades Campesinas.